# Teleférico

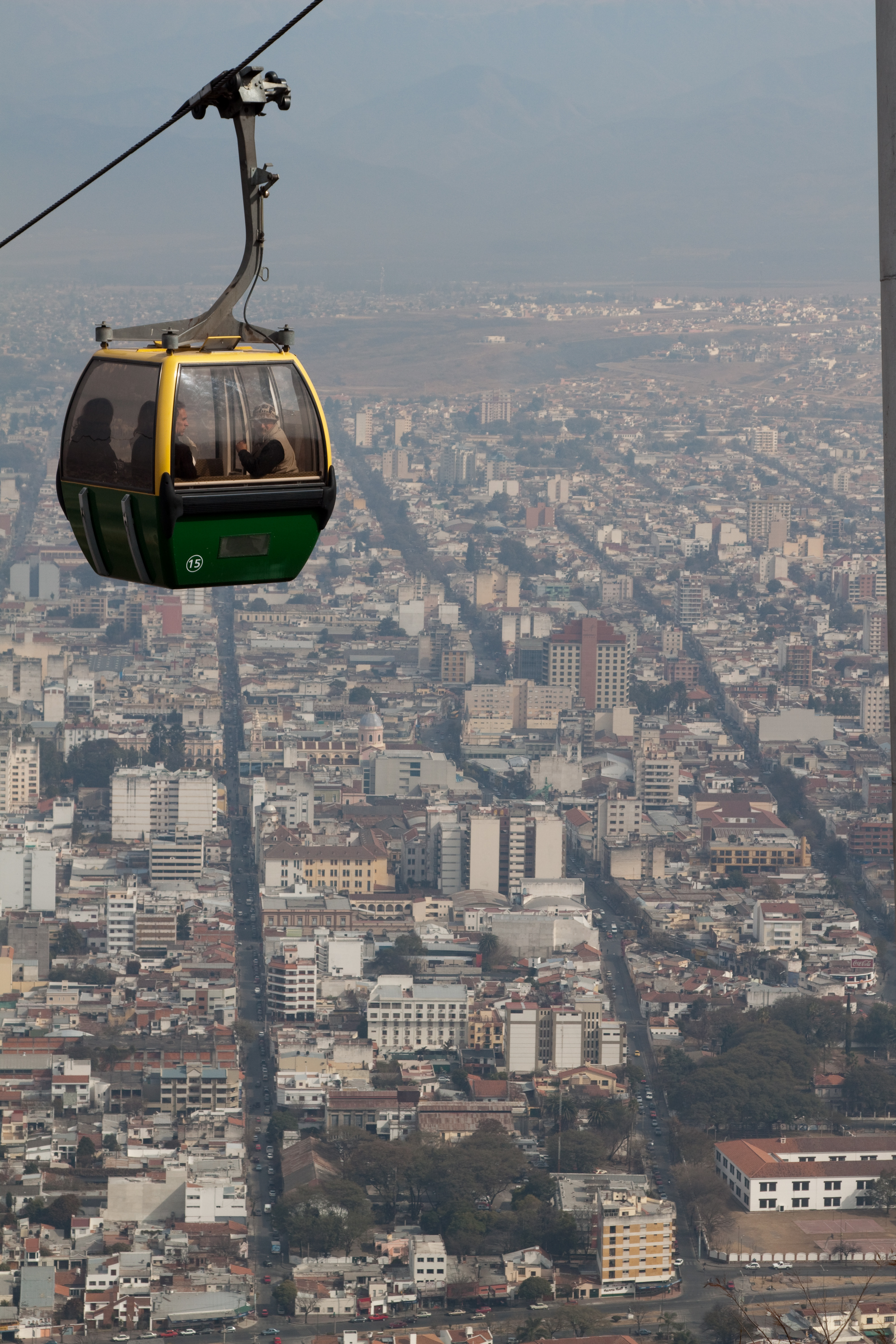
Teleférico de Salta.

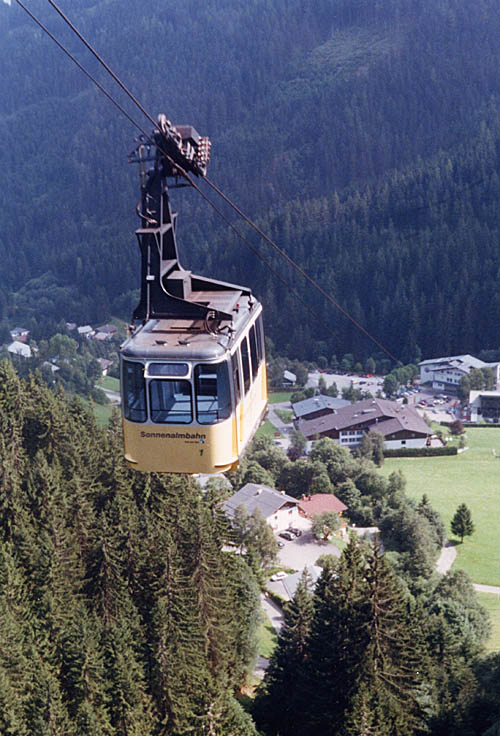
Figura 1. Teleférico de Zell am See, Áustria.

Teleférico refere-se a qualquer transporte aéreo por cabo, de pessoas ou materiais, utilizando um cabo, ou cabos, para a sustentação e a tracção. Esses cabos podem ser fixos (cabo-carril), sobre os quais se deslocam os rodados das suspensões pertencentes às cabinas, ou podem ser postos em movimentos a partir de estações terminais.

## História
Como é frequente acontecer  na maioria das invenções, o momento exacto da sua criação não aparece bem definido, sendo muitas vezes perdido no tempo. A história do transporte por cabos não é excepção. No início do século XIV, segundo referências e desenhos, foram utilizados sistemas de transporte por meio de cabos para o transporte de suprimentos e peças de artilharia.
Mais tarde existem relatos concretos de cabos feitos com fibra vegetal, utilizados pelos homens para passar grandes abismos, nos países montanhosos do leste asiático, nomeadamente na China, Japão e Índia.
Em 1616 surge um trabalho de Fausto Veranzio em Veneza que entre outras coisas mostra a primeira ilustração de um sistema de transporte bicabo, aplicável ao transporte de pessoas. Apesar de Fausto Veranzio de Veneza ter ilustrado o primeiro teleférico bicabo em 1616, a indústria de teleféricos na sua generalidade atribui os créditos ao Holandês Adam Wybe, pela montagem com sucesso do primeiro sistema operacional em 1644. A partir dessa altura, o desenvolvimento da tecnologia associada aos teleféricos foi liderada pelos europeus, particularmente pela Alemanha e pelos países alpinos, Áustria e Suíça; surgindo mais tarde Itália e França. Com o rápido desenvolvimento surgiram os cabos metálicos e mais tarde, os cabos eléctricos. Muitas inovações foram introduzidas pela extensa utilização de teleféricos para uso militar (Figura 3), durante os confrontos nas montanhas entre Itália e Áustria durante a 1ª grande Guerra.
A tecnologia de transporte por meio de cabos tem uma longa história no norte da América onde, no onde eram usados cabos para aplicações de transporte, tais como travessias de rios ou mesmo para os famosos cable-cars de S.Francisco. Contudo, nas últimas décadas o maior desenvolvimento de transporte efectuado por meio de cabos registou-se nos teleféricos, quer nas estâncias de esqui quer em meios industriais para transporte de materiais, como se pode ver na figura 2, tendo na actualidade um maior crescimento em sistemas de transporte em massa de pessoas nas grandes cidades. (Arora, 2007).

## Mono ou bicabo
No caso de se transportar materiais a pequenas distâncias com débitos horários reduzidos usa-se preferencialmente teleféricos de cabo único, tipo  monocabo, o qual actua como cabo “motor” e “portador”. No teleférico do tipo bicabo, o cabo motor pode ser animado de movimento alternativo (sistema vaivém), ou de movimento de sentido único, com múltiplas cabines ou vagões, em que as operações de carga e descarga (ou de entrada e saída de passageiros) são feitas por paragem do cabo motor (movimento intermitente) ou por engate e desengate automático das cabines ou vagões (movimento continuo). No transporte de pessoas pode-se usar um terceiro cabo como meio de segurança suplementar, actuando quer como cabo auxiliar de socorro quer como cabo especial de travagem. Os construtores franceses costumam referir-se ao monocabo como um sistema unidirecional, das telecabines, e ao bicabo como um sistema de vai e vem, dos teleféricos (STRMTG, 2012).

## Uso
O teleférico é um meio de transporte bastante utilizado em locais íngremes, como montanhas e florestas, pela sua adaptação a terrenos acidentados e pela sua facilidade em transpor vales e cumes de montanhas, onde a instalação de outros meios de transporte seria bastante difícil. É igualmente utilizado em terrenos planos como meio de ligação entre fábricas, minas ou portos marítimos. Podem ser aplicados ao longo de centenas de km de percurso, a inclinações superiores a 45º, podem suportar cargas até dezenas de pessoas ou dezenas de toneladas de materiais, atingir velocidades entre 3 e 10 m/s e realizar débitos horários de algumas centenas de toneladas de materiais e de centenas de pessoas. A sua constituição, feita por componentes de alta resistência com elevados coeficientes de segurança, trabalhando essencialmente à tracção e muito pouco à flexão, origina uma melhor utilização do material e a necessidade de uma força motriz relativamente pequena, fazendo do teleférico um meio de transporte seguro e económico (Mariano, 1998, p.1208).

## Componentes
Cada teleférico apresenta alguns componentes básicos. Veículos, terminais, torres, cabos e sistemas de evacuação e salvamento serão brevemente debatidos (Arora, 2007):

### Veículos
Os veículos são componentes essenciais e distintos de cada teleférico. Neste termo, estes são geralmente considerados cabines. Podem ser abertos, telecadeiras ou telecestas, onde a segurança do passageiro repousa em grande parte no seu comportamento ou fechadas, telecabines (Figura 4). Excepcionalmente o veículo pode ser semi-fechado. No caso de veículos fechados, telecabines, as cabines de passageiros podem ser de grandes dimensões, de acordo com a sua capacidade (por exemplo, duas cabines de 80 passageiros num teleférico de 2 andares). Os teleféricos na sua grande maioria são totalmente fechados, sendo a sua capacidade máxima atingida apenas com lugares em pé.

### Terminais
Praticamente todos os teleféricos têm dois terminais (Figura 5). Quando possuem uma acentuada inclinação, estes são denominados como terminais superiores e terminais inferiores. Para as telecadeiras, os dois terminais são denominados como terminais de carga/embarque e de descarga/desembarque. Existem sempre dois terminais, um responsável pelo accionamento do movimento e outro responsável pelo retorno ao primeiro terminal. Pode ser também um terminal de tensão onde estão localizados contrapesos ou aparelhos de tensão. Uma estrutura de carga/descarga entre os terminais é agora raramente utilizada. Nos teleféricos, uma estrutura intermediária pode ser utilizada de modo a poder alterar o alinhamento do teleférico. É chamada a estação angular.

### Torres
Estruturas intermédias que suportam e transportam os cabos entre os terminais. Estas estruturas são frequentemente chamadas de torres (Figura 6), podendo ocasionalmente ser as estruturas responsáveis pela pressão existente no cabo. As torres seguram as roldanas que movimentam os cabos, ao mesmo tempo que lhes servem de suporte. As torres existentes em cada extremidade suportam todo o equipamento e têm que estar elevadas o suficiente para os carregamentos, de maneira a elevá-los até a altura desejada. Torres estacionárias possuem frequentemente 45,72 m e as torres móveis possuem em média 30,48 m; são geralmente de aço. Muitas vezes, as conexões do aço, são aparafusadas, de maneira a que se possam desmontar as torres e voltar a reutilizá-las. Estações intermediárias são necessárias de maneira a aplicarem tensões aos cabos, uma vez que estes são demasiado longos para os mecanismos existentes nos terminais.
Existem 3 motivos de preocupação que as torres devem poder responder:
- Pressão descendente nos apoios, devido à componente vertical da tensão nos cabos de tracção e ao peso das cargas nas cabines;
- Movimento violento nos cabos de tracção ou cabos motor, devido às mudanças de direcção da pressão do cabo quando uma carga se aproxima e afasta da torre;
- Pressão lateral, devido ao vento.

### Cabo
O cabo é o coração do teleférico. O cabo (Figura 7), geralmente um cabo de aço, é formado por um conjunto de fios de arame. Existem vários aspectos a considerar no processo de fabrico do cabo, e na escolha do cabo para o tipo de aplicação desejada. Esta é a principal preocupação para os fabricantes de cabos.

### Sistema de salvamento e evacuação
Os teleféricos possuem uma unidade auxiliar, em caso de falha da energia eléctrica, normalmente uma unidade movida a gasolina ou gasóleo. Teleféricos de grandes dimensões possuem um sistema de salvamento que envia uma pequena cabine independentemente alimentada para remover os passageiros de uma cabine “encalhada”. Alguns teleféricos possuem providências tomadas de evacuação, e para isso usam cordas de maneira a descer individualmente os passageiros até ao solo situado abaixo do teleférico “encalhado”.

Alguns componentes de um teleférico:
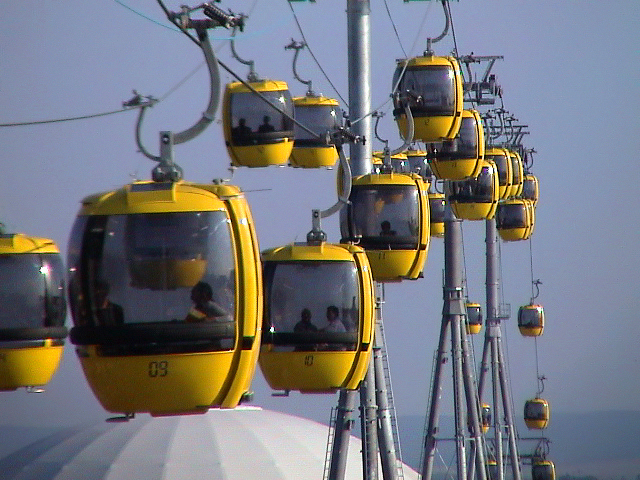
Figura 4. Telecabine.
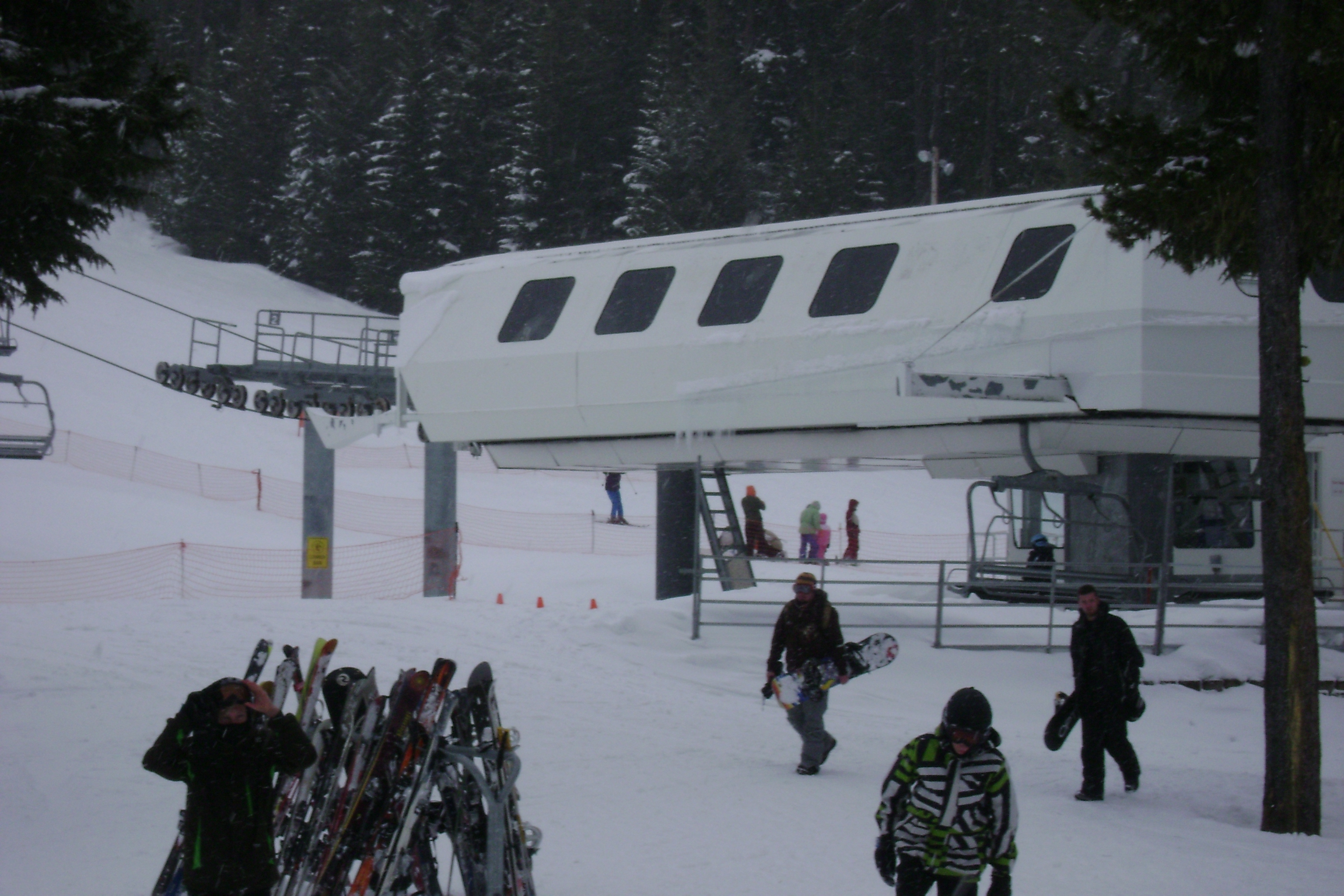
Figura 5. Terminal.
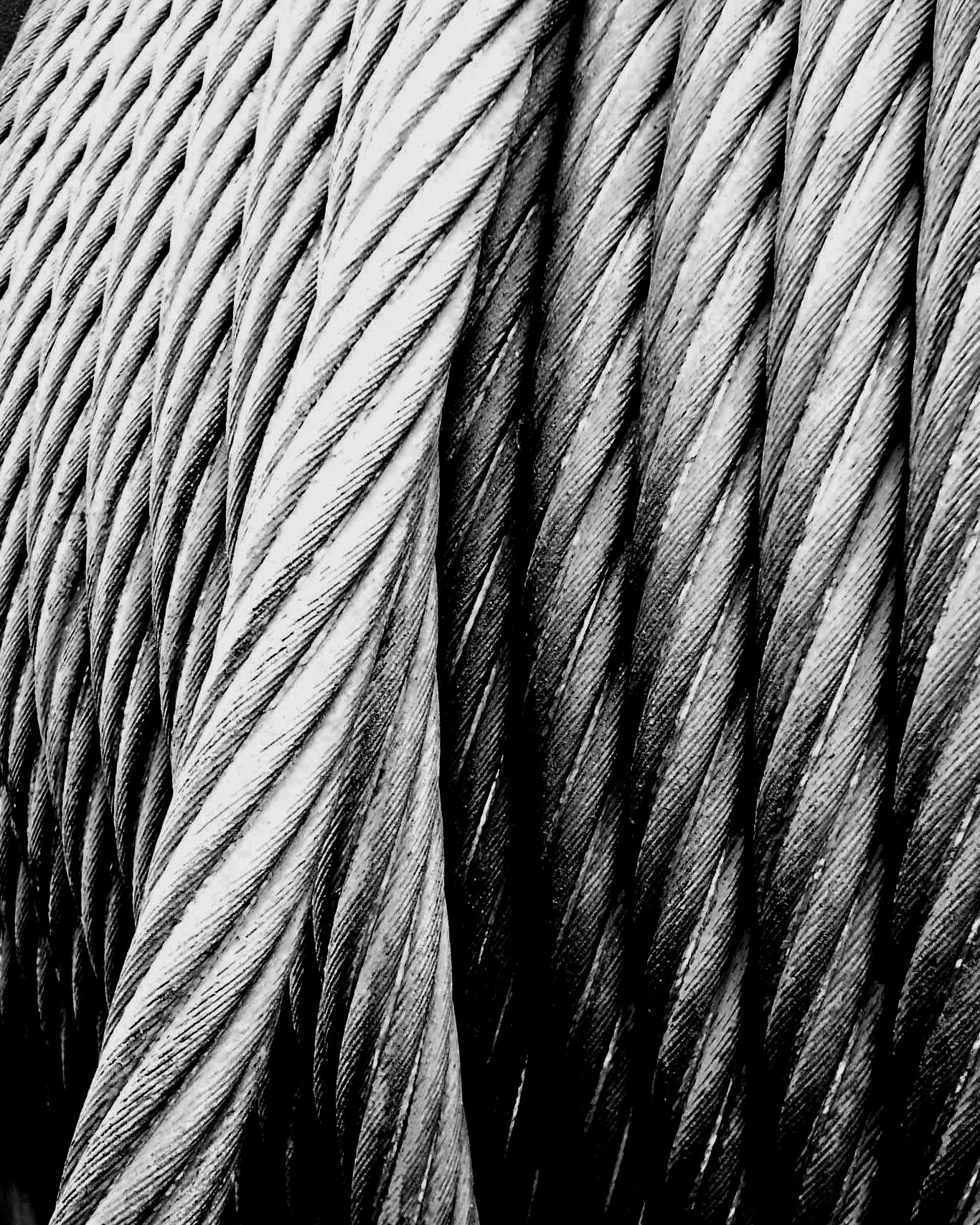
Figura 6. Cabo.

## Características
Entre outras características, os teleféricos são descritos e comparados por características operacionais, de capacidade, de comprimento e ascensão vertical, de velocidade da linha e velocidade de embarque/desembarque. Fazendo uma análise mais detalhada das características referidas temos (Arthur, 2009) - (STRMTG, 2012):

### Operacionais
Indicam se a operação do sistema é: contínua circulante, intermitente circulante (para para carregar/descarregar), ou vaivém. Em sistemas contínuos circulantes, as cabines deslocam-se aos terminais e mantém a sua ordem no regresso da linha, circulando a velocidade constante sobre a linha. Um sistema intermitente atrasa ou para o seu transporte periodicamente, ou seja, as cabines param ou reduzem a velocidade, indo em torno de um terminal e regressando numa linha paralela. Para um sistema vaivém, as cabines param em cada terminal, invertem a direcção da viagem e retornam a mesma linha.

### Capacidade
A capacidade de um teleférico é definida pelo número de passageiros por hora. A capacidade é função da capacidade transportadora, do espaçamento entre cabines e da velocidade da linha no ponto de carga. Exemplo: Cabines para dois passageiros que distem entre si 20 m e viajem a 160m/min tem uma capacidade de 960 passageiros por hora.

### Comprimento e ascensão vertical
Comprimento de um cabo de teleférico é o comprimento medido, na mesma posição que o declive do cabo, entre os terminais. Ascensão vertical é a variação de altitude entre os terminais. Por exemplo, os esquiadores adoram saber quão vertical é a sua descida entre os terminais. A indústria do esqui foi a grande responsável pela introdução de um novas terminologias para os teleféricos: vtfh (vertical transport feet per hour) transporte vertical por metro por hora. Esta é uma medida de elevação da capacidade em passageiros por hora multiplicando pela ascensão vertical em pés e dividindo por 1000.
Um modelo de telecadeira de dois lugares com uma capacidade de 1200 passageiros por hora e uma ascensão vertical de 800 pés teria um vtfh de 1200 x 800 / 1000 = 960. O vtfh influencia a potência exigência pelo motor do teleférico, logo influencia o custo deste. A classificação pelo vtfh pode ser  grande ou pequena; um vtfh de 1000 ou menos seria pequeno; 2000 a 3000 são grandes e mais comuns.

### Velocidade na linha e velocidade de carga
A velocidade das cabines é medida sobre a linha entre os terminais. A velocidade na linha determina o tempo e a velocidade de trânsito, sendo esta programada, quando necessário, de maneira a permitir ter os tempos óptimos para a carga e descarga, aumentando o conforto e segurança. À velocidade nos pontos de carga/embarque e descarga/desembarque designa-se por velocidade de carga.

## Tipos de teleférico
Podemos encontrar vários tipos de teleféricos (Skilifts, 2006) - (STRMTG, 2012):

### Telecabine
É um tipo de teleférico com múltiplas cabines fechadas (Figura 8), podendo o tamanho das cabines diferir desde pequenas cabines com lotação para duas pessoas, indo até grandes cabines com capacidade para vinte pessoas. As mais modernas, também designadas por gôndolas, usam um sistema monocabo, ou seja, o mesmo cabo tem a função de transporte e de suporte do peso da cabine e dos seus passageiros. Algumas gôndolas mais antigas usam um sistema bicabo, em que um cabo suporta o peso da cabine e dos seus passageiros e outro cabo é responsável pelo movimento da cabine.

### Telecesta
Mecanicamente e operacionalmente as telecestas  tem um funcionamento idêntico a telecabines. A principal diferença é que a cabine é aberta e os passageiros são transportados  de pé em vez de sentados. Estes sistemas têm tendência a ser de curtos percursos, tendo como principal função a movimentação de pessoas.

### Telesquis
São designados teleféricos de superfície (Figura  9) e muito utilizados em áreas de prática de esqui para transportar os esquiadores sobre a neve até ao topo das pistas. Neste mecanismo, o cabo é ligado a dispositivos que podem ter diversas formas, sendo os mais usados em forma de barra, J-bar e  T-bar. A carga e descarga pode ser efetuada em qualquer ponto entre os terminais.

### Telecadeira
Todo o tipo de teleféricos abertos (em francês:   télésiège) em que os passageiros são transportados em cadeiras (Figura 10). Algumas cadeiras têm "bolhas", fibra de vidro ou reservatórios, que podem ser puxados para baixo para proteger os passageiros de condições climáticas rigorosas. São classificadas de acordo com a capacidade. Podem ser simples, duplas, triplas, quádruplas, de 6 passageiros, 8 passageiros, etc. As cadeiras podem ter pés de descanso e barras restritivas (não confundir as barras restritivas com as barras de segurança).
Antigamente fixas ao cabo transportador, as telecadeiras adotaram também a tecnologia das telecabines pois que são  desembraiáveis para reduzem a velocidade nas estações de entrada/saída e assim facilitar a sua utilização.

### Funitel
Um novo tipo de teleférico que consiste numa tecnologia monocabo “dual”, ou seja, as cabines são assentes em dois cabos, ambos com função de portador-motor. Um funitel (Figura 11) é constituído por dois cabos, que possibilitam fazer longos percursos sem o uso de torres de apoio, e fazem com que as cabines fiquem menos susceptíveis ao vento.

Tipos de teleférico:
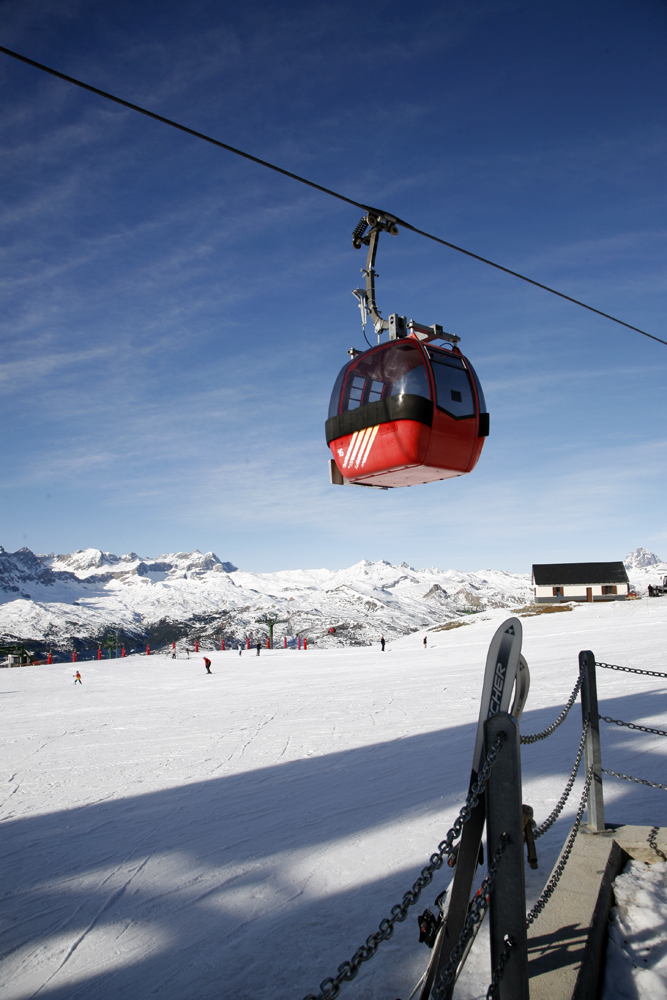
Figura 8. Telecabine
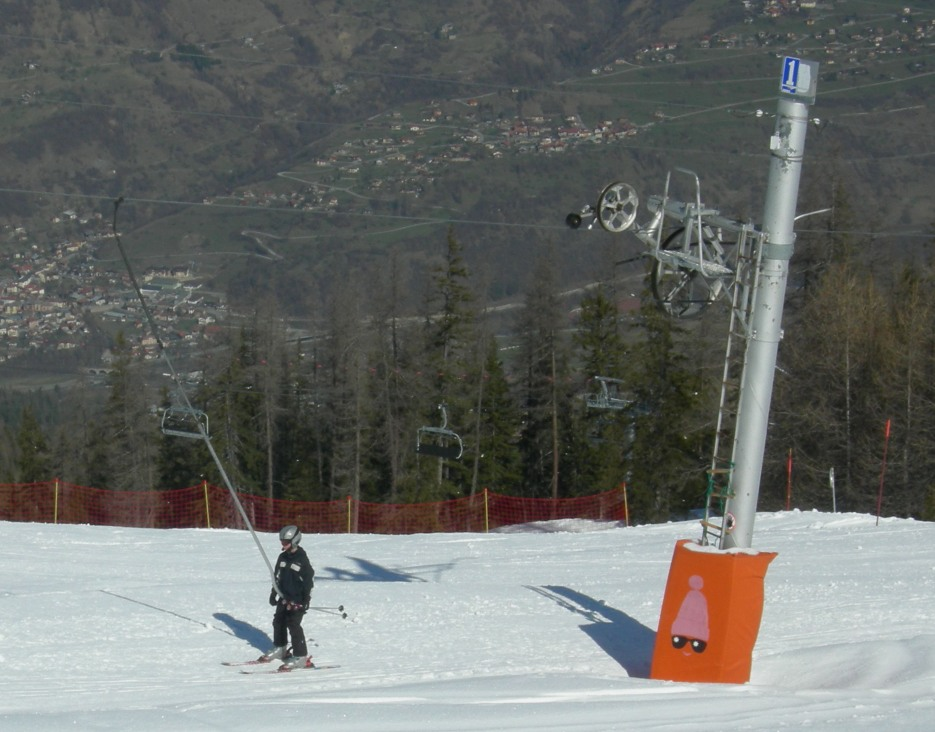
Figura 9. Telesquis
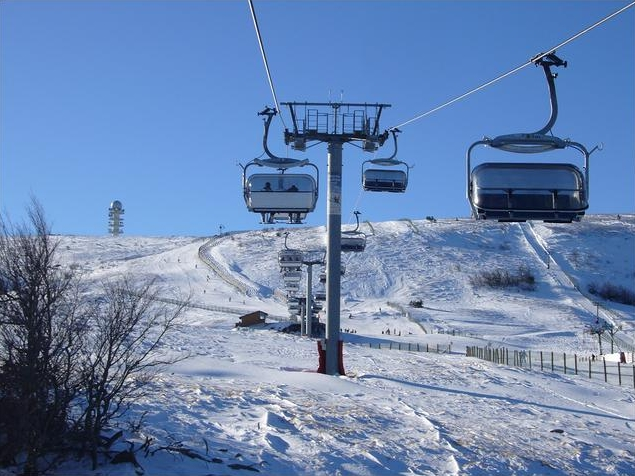
Figura 10. Telecadeira
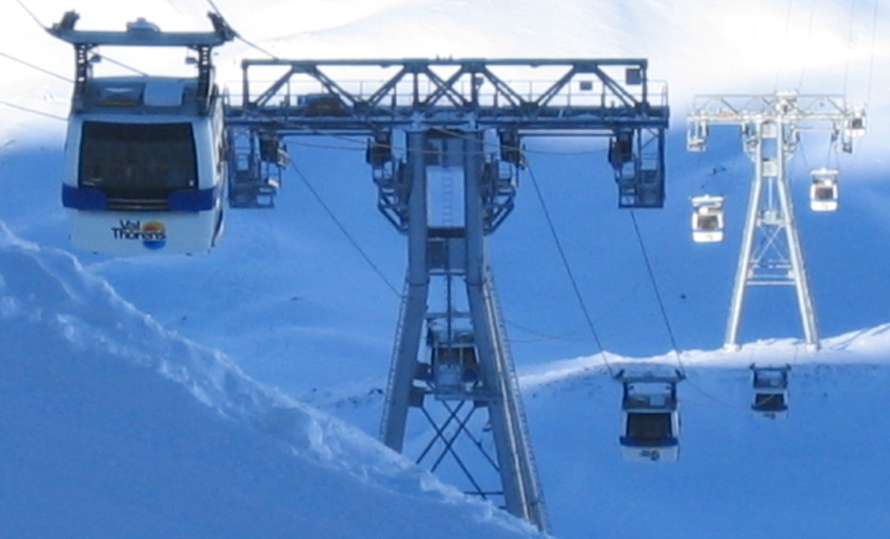
Figura 11. Funitel  em Val Thorens
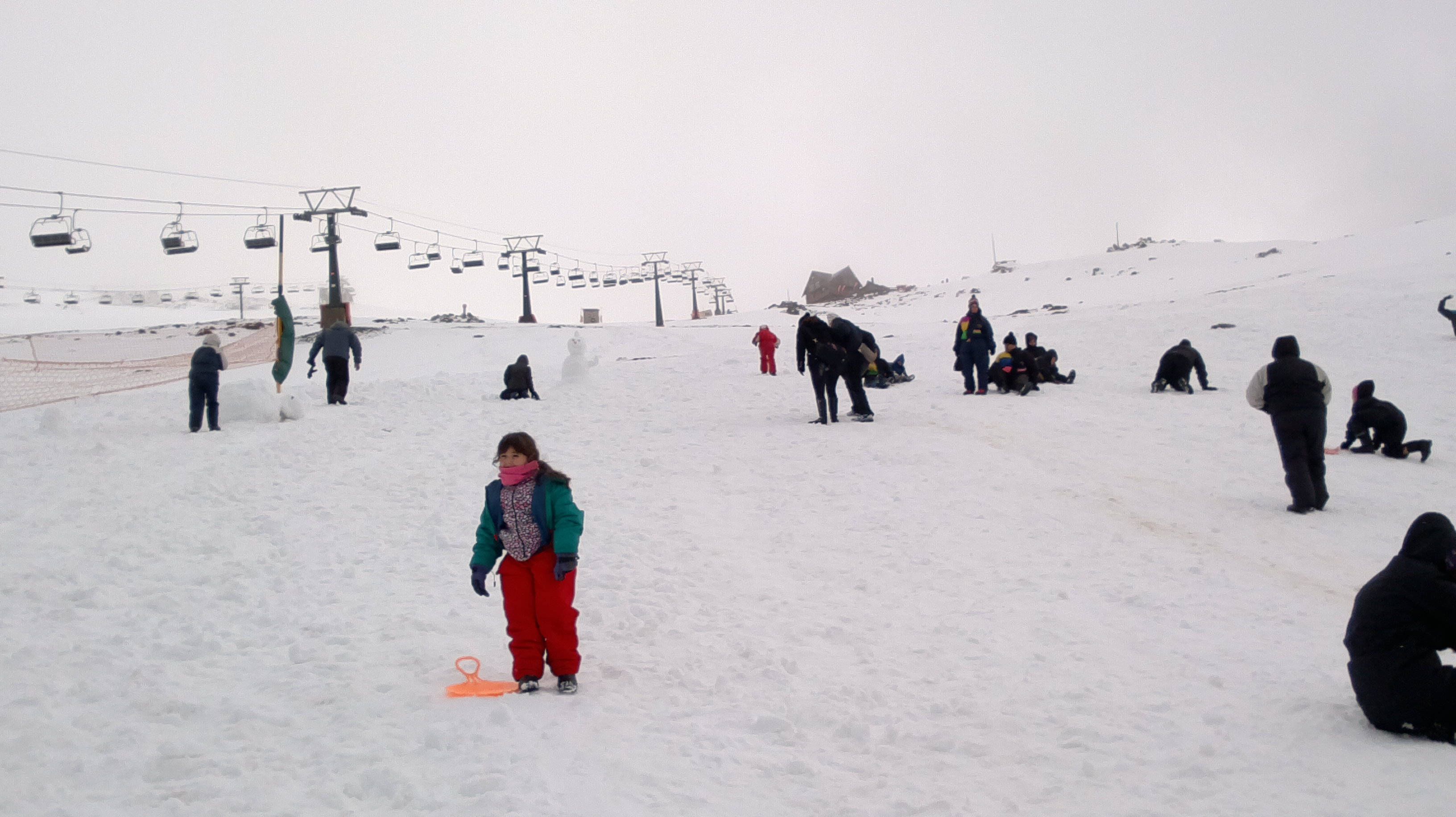
Telecadeiras em Bariloche

## Tecnologia
Tecnicamente, existem duas grandes tecnologias para a concepção de um teleférico (STRMTG, 2003):

### Tecnologia monocabo
O termo monocabo significa que o mesmo cabo suporta o peso da cabine e dos seus passageiros e movimenta a cabine. As telecadeiras, a quase totalidade das telecabines, dos funiteis e alguns teleféricos de sistemas vaivém pertencem a uma categoria que representa 95% das estâncias de esqui.

### Tecnologia bicabo
O termo bicabo significa que a função portadora e a função motora são asseguradas por dois cabos distintos. Um cabo transportador (cabo motor) e o cabo que suporta o peso da cabine e seus passageiros (cabo portador). A maioria dos teleféricos de vaivém pertence a esta categoria assim como algumas telecabines. A tecnologia bicabo foi a primeira a ser instalada desde os princípios do séc. XX soube a forma de teleféricos vaivém, enquanto a tecnologia monocabo só surgiu nos anos 50 na forma de telecadeiras de apenas um lugar.
Estas duas tecnologias podem estar associadas a dois tipos de movimento nos cabos motor e portador:
- Cabos de movimento unidirecionais - Este cabos deslocam-se permanecendo sempre no mesmo sentido, seja a velocidade constante (continuo) seja a velocidade variável (descontinuo)
- Cabos de movimento vaivém entre as estações - A velocidade do cabo é ditada pela posição dos veículos, que estão ligados ao cabo de maneira indissociável.

### Instalação
A combinação dos parâmetros referidos anteriormente conduziu ao desenvolvimento de um conjunto de instalações. A escolha de cada tipo de instalação depende de:
- Características do local (pendente): Comprimento do espaço disponível, natureza dos terrenos, ambiente;
- Performance a atingir: Capacidade de transporte, velocidade;
- Clientes: Esquiadores, turistas, transporte de peões.

### Telecadeira
É um teleférico monocabo de movimento unidireccional contínuo. Nele, os passageiros são transportados sentados sobre uma cadeira suspensa que roda e circula a velocidade constante (Figura 13). Existem dois tipos de telecadeiras:
- Ligações fixas – TSF (Figura 13)
- Ligações móveis – TSD (Figura 14)

Uma ligação TSF difere de uma TSD pela velocidade e pela capacidade das cadeiras. No tipo TSF, o veículo é ligado ao cabo por uma peça fixa, sempre à mesma velocidade que o cabo, mesmo quando passa nos terminais, sendo a sua velocidade condicionada pela velocidade de embarque e desembarque. De há 30 anos para cá, esta velocidade não pode passar os 2,5 m/s, equivalente a 9Km/h. A capacidade das cadeiras pode ser de 2, 3, 4, 6 lugares para telecadeiras muito curtas e de baixa velocidade (- 2m/s). As novas TSF são quase todas de 4 lugares e funcionam a 2,3 m/s. Em ligações TSF pode-se atingir uma capacidade de transporte até 2400 pessoas por hora. Nas telecadeiras, as ligações TSD são aquelas em que o veículo é ligado por uma peça que se desencaixa do cabo quando chega aos terminais e volta a encaixar no cabo aquando da saída do terminal. Esta característica permite fazer mudar a velocidade da cadeira no terminal independentemente da velocidade das cadeiras no seu percurso, mantendo constante a velocidade. Isto facilita o embarque e desembarque dos passageiros uma vez que a velocidade da cadeira nesta fase pode ser reduzida de 0,8 a 1,2 m/s, é por isto que a capacidade das cadeiras pode ser de 6 ou 8 lugares podendo a velocidade de transporte em linha ser mais elevada que numa TSF, reduzindo o tempo de transporte. Actualmente essa velocidade é limitada a 5m/s (18Km/h). As TSD recentes são maioritariamente de 6 lugares e funcionam a 5m/s, podendo atingir uma velocidade de transporte de 4500 pessoas por hora.

### Telecabine
É um teleférico de movimento unidireccional contínuo. A telecabine pode existir em dois formatos, monocabo e bicabo. A telecabine monocabo (Figura 15) é tecnologicamente muito próxima da usada na telecadeira, ou seja, utiliza um sistema TSD, só diferindo do mecanismo da telecadeira pelo veículo. As telecadeiras são equipadas de acentos e as telecabines são equipadas de cabines. Cada cabine comporta uma ou duas ligações do mesmo tipo daquelas que equipam as telecadeiras; os passageiros devem entrar na cabine em movimento o que limita a sua velocidade no terminal a 0,30 m/s, contudo, nas cabines fechadas é possível funcionar mais rápido em linha, sendo a velocidade máxima 6m/s. Para além disso a capacidade das cabines só é limitada pelas possibilidades tecnológicas. As telecabines  novas dividem-se entre cabines onde os passageiros estão sentados (8 lugares no máximo) e cabines onde os passageiros ficam de pé (16 lugares no máximo). Existe igualmente cabines mistas com lugares sentados e de pé. Uma telecabine pode comportar mais de 100 cabines permitindo transportar até 3000 pessoas por hora.
A telecabine bicabo (Figura 16)funciona com ligações TSD e cabines como as anteriores mas difere na medida em que estas cabines estão suspensas a um carro que circula sobre um ou dois cabos e que está agarrado a um cabo motor. Estas instalações são mais complexas do que as monocabo, concorrendo com os funitel. Esta tecnologia permite ultrapassar longas distâncias sem utilizar tantas torres de suporte e tão altas relativamente à tecnologia monocabo, acarretando custos mais elevados.

### Funitel
É um teleférico monocabo de movimento unidireccional continuo. O funitel (Figura 17) é uma grande telecabine monocabo. Este difere essencialmente pelo facto que cada cabine é suspensa por dois cabos, ambos com função portador-motor . Esta característica permite obviamente transportar mais pessoas, tendo a cabine capacidade de transportar 40 lugares sentados e/ou de pé. A posição dos dois cabos melhora igualmente a estabilidade ao vento das cabines o que permite o transporte em segurança com ventos mais fortes do que numa telecabine montada nos sistemas referidos anteriormente, percorrendo maiores distâncias sem torres de suporte. Um funitel é mais caro que uma telecabine monocabo TSD e a sua utilização é reservada a aplicações onde as suas características sejam determinantes. A sua performance e o seu preço são similares aos de uma telecabine de sistema TSD.  Uma variante do funitel consiste em utilizar o conceito de dois cabos portador-motor sem o associar à tecnologia TSD.

### Teleférico vaivém
Os transportes por cabo desenvolveram-se inicialmente sobre a base deste conceito muito simples: duas cabines estão ligadas a um mesmo cabo motor ou portador-motor de maneira a que quando puxamos um cabo para fazer subir uma cabine a outra cabine desce e combina-se para que as duas cabines cheguem ao mesmo tempo aos terminais opostos. Esta disposição tem a vantagem de equilibrar as cargas em vazio e portanto minimizar a energia necessária ao funcionamento do conjunto. Os veículos são ligados ao cabo motor ou portador-motor por um gancho fixo e é a variação da velocidade do cabo que permite desacelerar na aproximação do terminal e depois parar. Os maiores inconvenientes deste conceito residem, por um lado no reduzido número de cabines (duas), e por outro lado no facto de haver um acrescimento no tempo de transporte e de embarque. Em todas as outras tecnologias o tempo de embarque dos passageiros não penaliza o tempo de transporte. Tal como nas telecabines, este conceito divide-se em duas tecnologias, monocabo e bicabo:
- Os teleféricos bicabo de sistemas vaivém (Figura 18)- para atingir débitos de 2000 pessoas por hora é preciso recorrer a cabines de muito grande capacidade (até 200 pessoas em dois andares) só permitida pela tecnologia bicabo, para além disso neste tipo de instalação a velocidade em linha pode atingir 12,5m/s equivalente a 45Km/h. Estas características engendram instalações fora do comum reservado a sítios onde a aptidão única deste sistema (atingir distâncias elevadas sem torres de apoio a grandes altitudes) ultrapassam os inconvenientes. Estas metas são atualmente impossíveis em tecnologias monocabo.
- Os teleféricos monocabo de sistemas vaivém - a tecnologia monocabo limita as performances vaivém. A ausência de cabo portador limita-os a instalações modestas para aplicações particulares (por exemplo temporárias). Uma excepção a notar: o funitel vaivém que graças aos seus dois cabos portador-motor permite equipá-los com cabines de maior capacidade. Este sistema pode ser interessante para servir sítios muito expostos ao vento e onde os débitos exigidos não sejam muito importantes (por volta de 2000 pessoas por hora).

### O teleférico apulse
É um teleférico de movimento unidirecional descontinuo. Este conceito pode-se dividir nas duas tecnologias, monocabo e bicabo. O princípio de funcionamento repousa na modelação da velocidade dos veículos, no terminal e no percurso, como num sistema telecadeira ou telecabine de forma a permitir um embarque confortável dos passageiros. Neste sistema, tal como nos assentos das telecadeiras, os veículos são ligados por ligações fixas ao cabo e por isso desacelera o cabo quando passa no terminal. Em geral, a instalação compreende quatro veículos a igual distância uns dos outros de forma a que dois veículos entrem ao mesmo tempo nos terminais opostos, estando os dois outros veículos sensivelmente no meio da linha. São instalações obviamente menos dispendiosas que instalações anteriores mas não podendo comparar as suas performances, pois quando os veículos passam no terminal os veículos que estão no meio da linha são igualmente desacelerados, o que limita consideravelmente a capacidade de transporte. Em geral estas instalações de teleféricos a pulse (Figura 19) ultrapassam raramente as 1000 pessoas por hora.

## Curiosidades

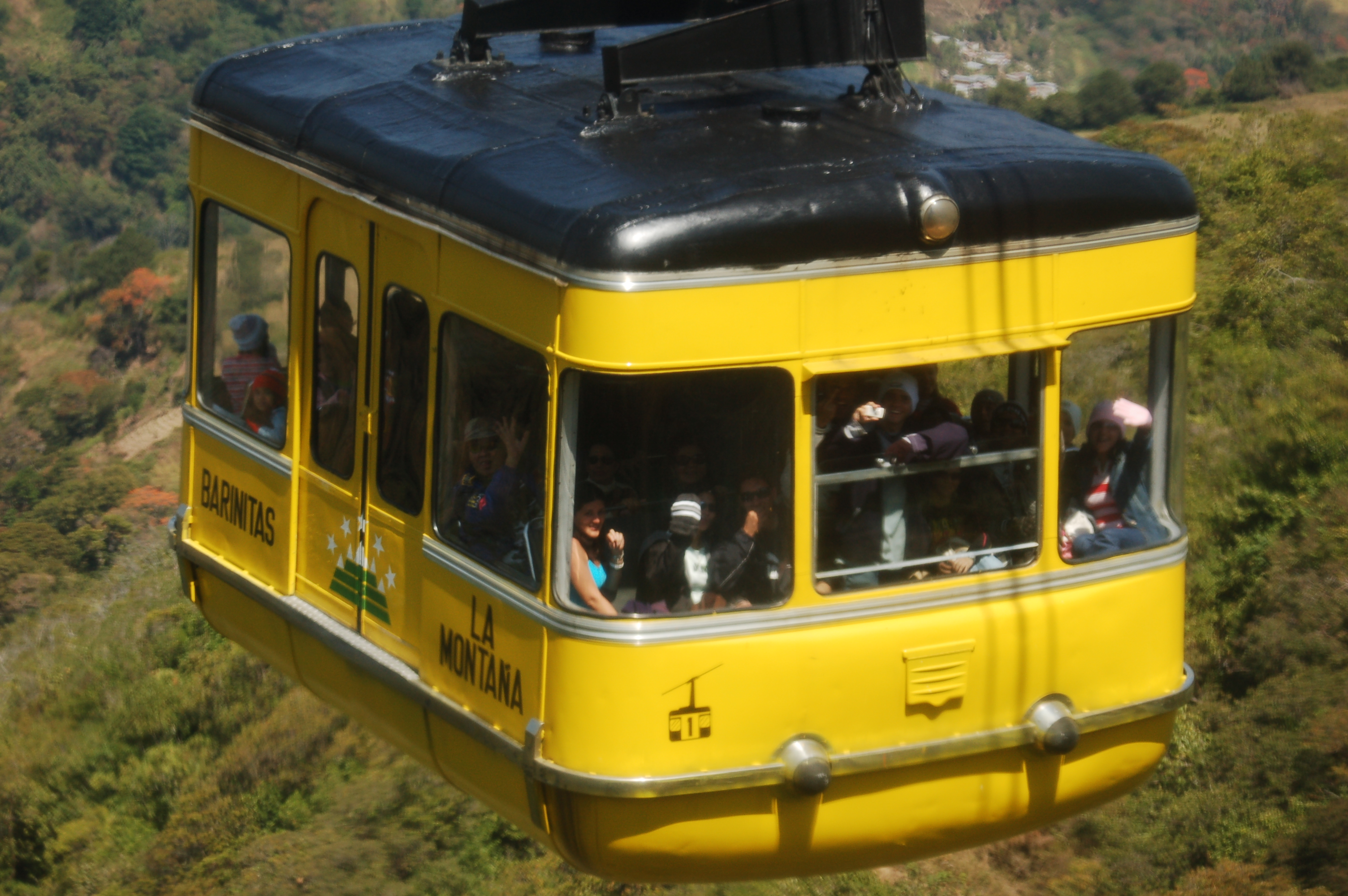
Figura 20. Teleférico de Mérida (Venezuela).

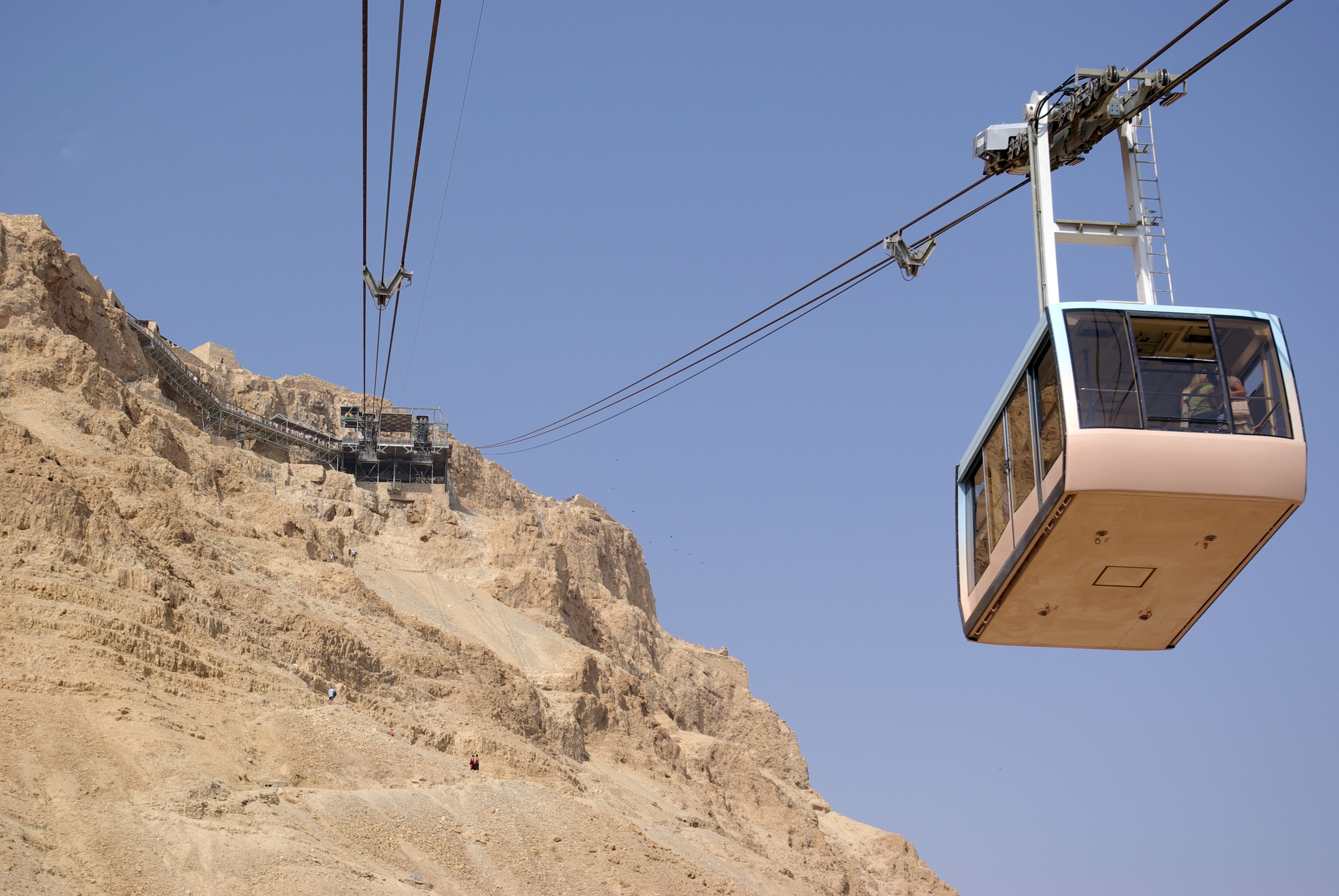
Figura 21. Teleférico de Massada (Israel).

À medida que viajamos pelo mundo fora vamos encontrando uma grande variedade de teleféricos. Desde instalações nos cumes mais altos do mundo a locais perto do nível médio da água do mar, travessias que unem cidades, desde cabines modernas às mais clássicas e primitivas, desde o mais inclinado ao mais rápido, encontramos de tudo neste magnifico meio de transporte que já conta com quase um século de história (Evans, 2009).

### O mais alto
Se queremos andar no teleférico mais alto do mundo teríamos que ir fazer um passeio à Venezuela, ao teleférico de Mérida (Figura 20). É um sistema de quatro teleféricos que ligam a cidade de Mérida com Pico Espejo. O teleférico parte de uma altitude de 1640m até uma altitude de 4765m em Pico Espejo. A vista das cabines é quase equiparável à vista tida num avião.

### O mais baixo
O mais baixo teleférico do mundo situa-se em Massada, Israel (Figura 21). A estação de topo está apenas a 33m acima do nível do mar o que lhe confere o título de teleférico mais baixo do mundo. Construído pela empresa Suíça Karl Brändle para transportar pessoas às ruínas no topo montanhoso, o teleférico de Massada é constituído apenas por um pilar de apoio e duas cabines ao longo de um percurso de 900m.

### Torre de suporte mais alta

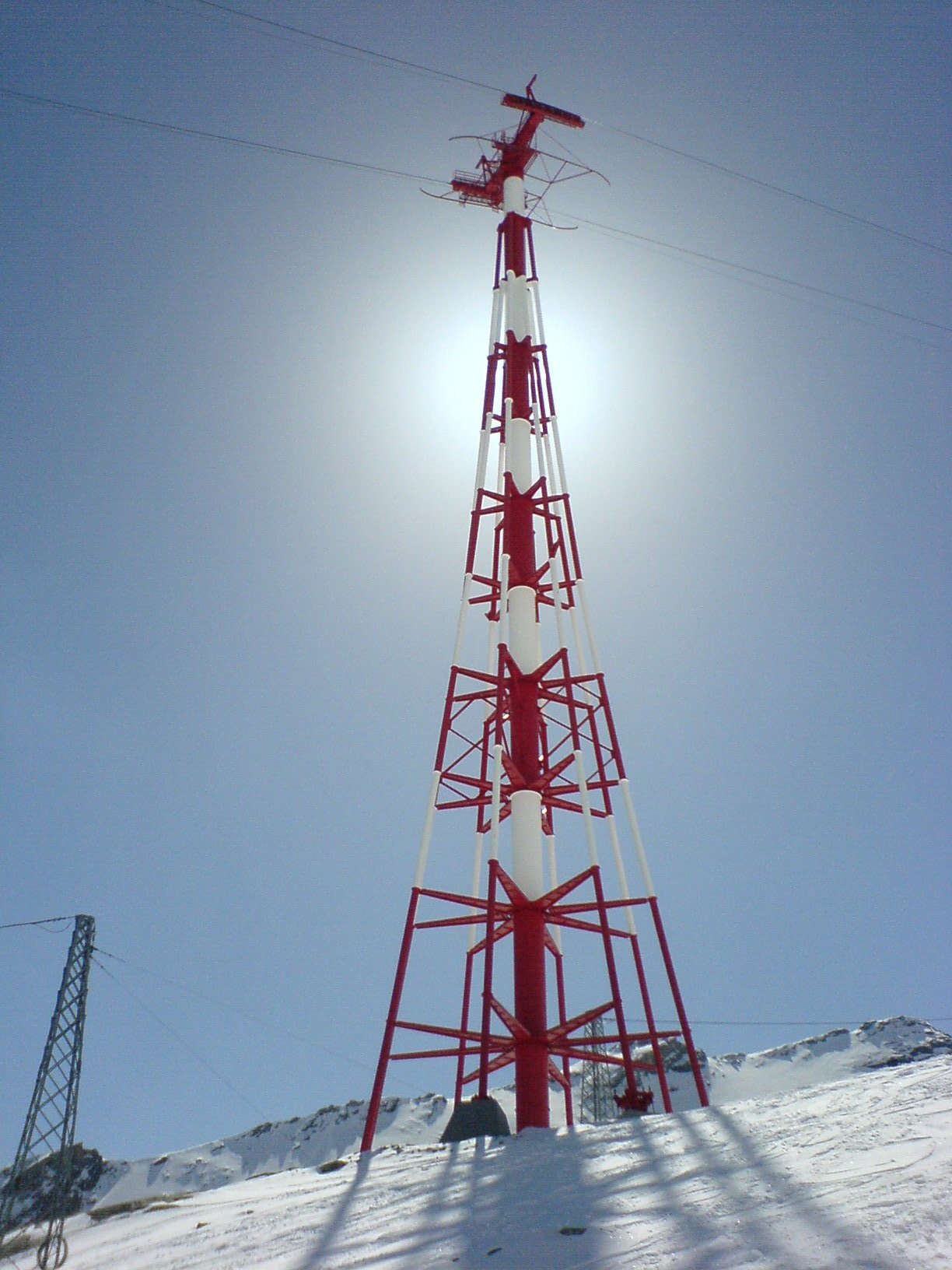
Figura 22. Torre de suporte em Kitzsreinhorn (Áustria).

Podemos encontrar a mais alta torre de suporte teleférico do mundo em Kitzsteinhorn na Áustria (Figura 22). Construído em 1966, com uma altura de 113,6m, este pilar é assente num bloco quadrado de 17m de lado, apresentado um tubo central de aço com 2,2m de diâmetro com um elevador e uma escada no seu interior usados na manutenção do pilar. Este tubo é apoiado por quatro tubos de 0,5 de diâmetro, ligados a cada 10m com o tubo central. Este pilar tinha 103m de altura quando inicialmente foi construído em 1966, tendo sido posteriormente prolongado por duas vezes, primeiro até 106,9m, depois para os seus 113,6m actuais.

### O mais frequentado

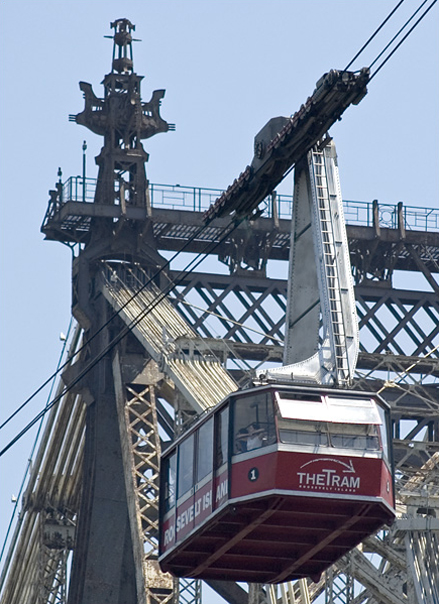
Figura 23. Teleférico de Roosevelt Island em Nova Iorque (Estados Unidos).

Apesar de os teleféricos serem usados, na grande maioria das vezes, por turistas, existem teleféricos concebidos também a pensar no uso para transporte em massa de pessoas. Devido a este facto, o teleférico Roosevelt Island tramway em Nova Iorque (Figura 23), que faz a travessia entre Roosevelt Island e Manhattan, é o que regista um maior fluxo de passageiros, tendo já transportado mais de 30 milhões de pessoas desde a sua inauguração em 1976. Cada cabina tem uma lotação superior a 125 pessoas e faz aproximadamente 115 viagens por dia.

### O percurso mais longo
O teleférico de passageiros mais longo do mundo é o que liga os municípios de Örträsk e Mensträsk na cidade Sueca de Norsjö (Figura 24). O teleférico percorre uma distância de 13,2Km em que 3Km dos quais sobre lagos e riachos. Cada cabine tem capacidade para transportar 4 pessoas, com uma velocidade de 10Km por hora, demorando 1,5h a percorrer os 13163m. Este teleférico de passageiros é uma pequena secção (secção IV) dos 96Km de extensão do teleférico de materiais, compreendido entre Kristineberg e Boliden, usado para transportar toneladas de minério concentrado.

### Experiência de dois andares

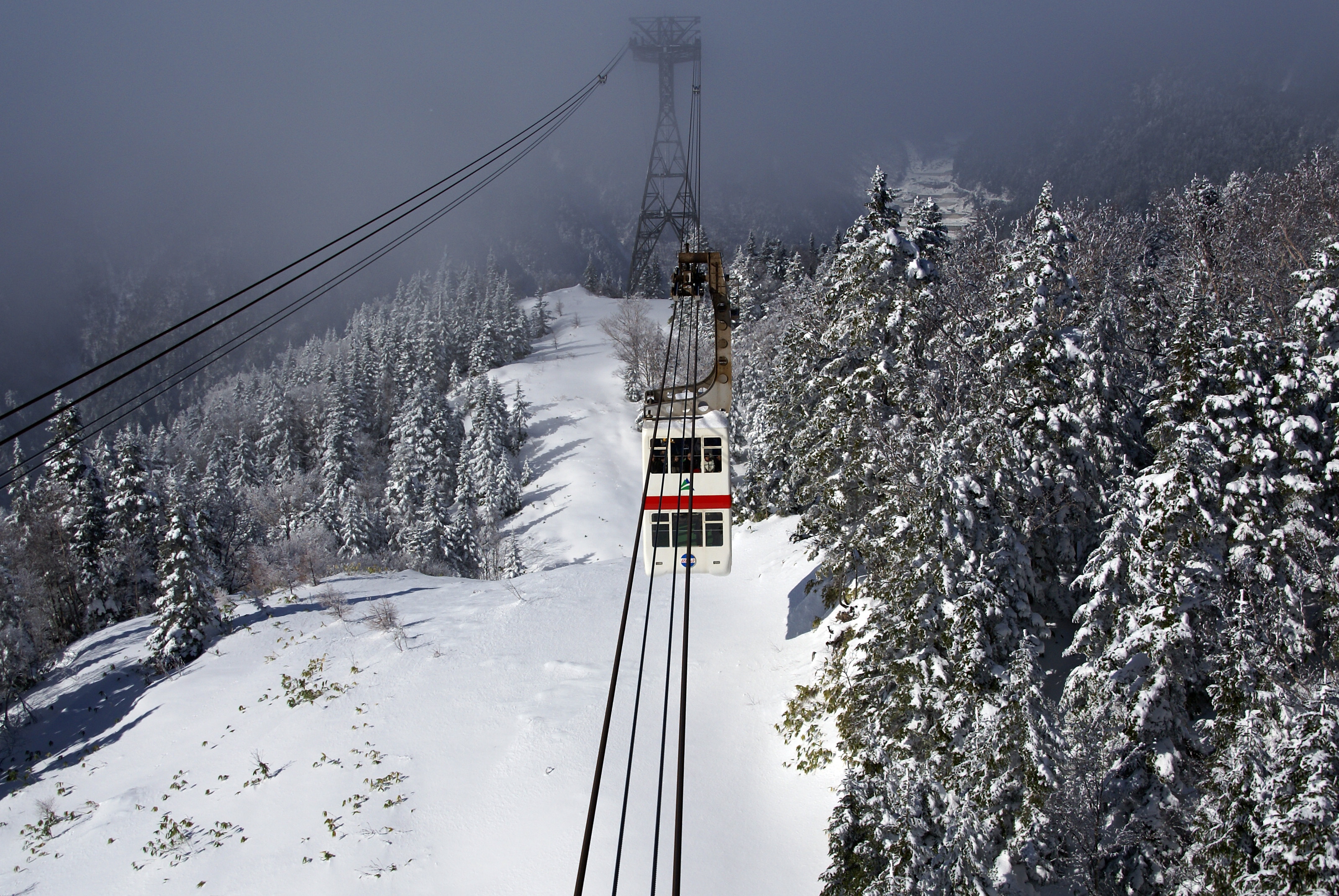
Figura 25. Teleférico de Shinhotaka (Japão).

Não são só os autocarros de dois andares de Londres que são famosos. Na terceira maior montanha no Japão, monte Hotaka, podemos encontrar o teleférico de Shinhotaka nº2 (Figura 25), que permite uma espectacular viagem de 7 minutos num teleférico de dois andares.

### O mais rápido
No famoso resort montanhoso da Malásia encontra-se o teleférico mais rápido do mundo, Genting Skyway (Figura 26). È um destino turístico muito popular, quer pela sua antiga floresta tropical com um ecossistema único, quer pelo seu casino. O teleférico Genting Skyway tem um percurso com 3,4Km de comprimento, com as suas cabines a atingirem velocidades máximas de 6 metros por segundo. Apresenta uma capacidade de 2,400 pessoas por hora em cada sentido, obedecendo à regulamentação Suíça de segurança. Este teleférico transporta pessoas desde a povoação de Gohtong Jaya até ao topo da colina em 11 minutos.

## Em Portugal

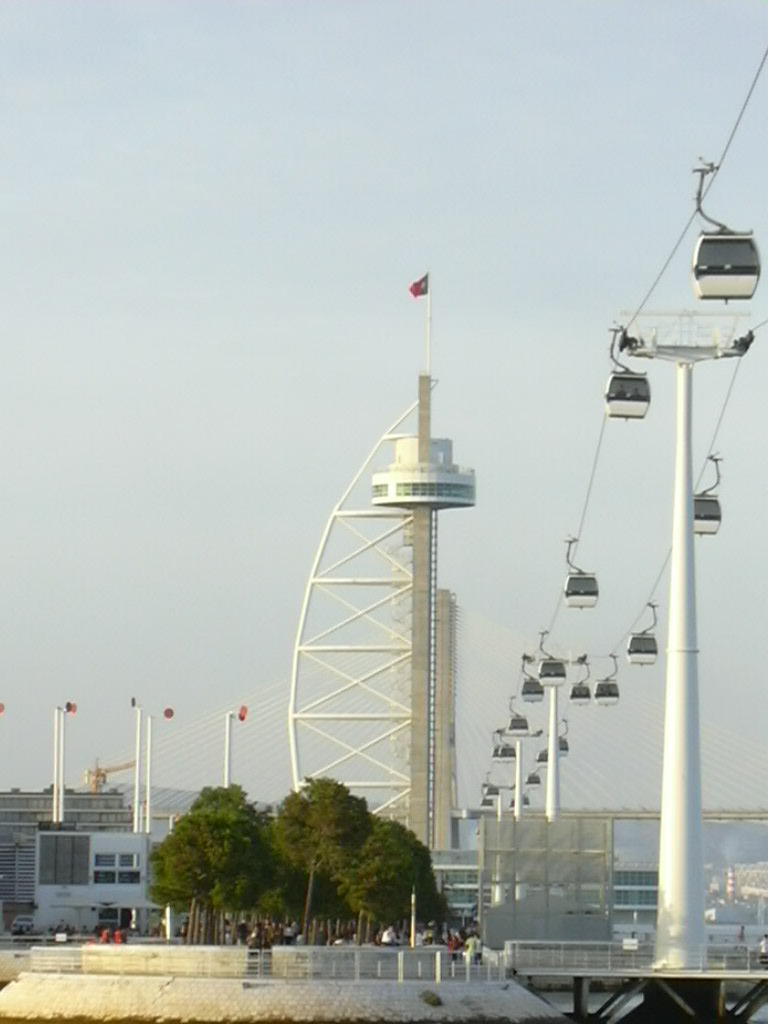
Figura 27. Teleférico Do Parque das Nações, Lisboa, Portugal.

Em Portugal existem 15 instalações do tipo Teleférico, centrando-se grande parte delas na ilha da Madeira. Estas instalações usam variada tecnologia, desde telecabines em sistemas de transporte contínuo, usado no teleférico de Guimarães, teleférico do Parque das Nações, teleférico do Jardim Botânico, teleférico Funchal-Monte e teleférico de Vila Nova de Gaia, telecabines em sistemas vaivém, usadas nos restantes teleféricos da ilha da Madeira, concretamente nos teleféricos do Garajau, Cabo Girão, Achadas da Cruz e Rocha do Navio; telecadeiras e telesquis usados no estância de esqui da Serra da Estrela; e  telecesta, mecanismo usado no Jardim Zoológico de Lisboa. Podemos encontrar algumas destas instalações em:
- Teleférico de Guimarães ou também Teleférico da Penha, localizado na cidade de Guimarães, entrou em funcionamento a 11 de Março de 1995,  recebe visitas de todas as origens, seja de Portugueses, como de estrangeiros, durante todo o ano. Faz o transporte entre a cidade de Guimarães e a Monte da Penha e proporciona uma viagem de 1.700 metros, vencendo uma altitude de 400 metros em apenas alguns minutos, onde se situa um extraordinário local de culto em todo o Norte do País - o Santuário de Nossa Senhora do Carmo da Penha (Turipenha, 2009).
- Teleférico do Parque das Nações (Figura 27), construído para a Expo 98 em Lisboa, tem um percurso ao longo de mais de 1000 metros e a cerca de 20 metros de altura, proporciona uma deslumbrante e abrangente perspectiva do Parque das Nações e do rio Tejo.
- Teleférico Funchal /Monte, localizado na zona velha da cidade, liga o Funchal ao Monte em cerca de 15 minutos. Com um total de 39 cabines de 7 lugares cada, este meio de transporte proporciona espectaculares vistas sobre a baía e os vales do Funchal. A estação do Funchal situa-se no Campo Almirante Reis e a do Monte no Largo das Babosas. Tem cerca de 200 metros em algumas zonas (Turismo, 2009).
- Teleférico do Jardim Botânico, liga o Jardim Botânico à localidade das Babosas (Monte) em cerca de 9 minutos, apresenta-se como um circuito turístico muito atraente. A estação principal localiza-se no Jardim Botânico e a outra no Monte, junto ao Largo das Babosas. Esta infra-estrutura oferece aos visitantes um percurso panorâmico com vistas privilegiadas sobre a baía do Funchal e sobre o Vale da Ribeira de João Gomes, local de rara beleza natural constituído por uma mancha florestal de Laurissilva. A linha do teleférico do Jardim Botânico, com um percurso de 1.600 metros e uma altitude entre os 10 e os 100 metros do solo, apresenta 12 cabinas, com capacidade para 8 pessoas em cada uma delas, podendo transportar cerca de 400 pessoas por hora (Teleférico, [2009]).
- Teleférico de Vila Nova de Gaia foi inaugurado em 1 de Abril de 2011. faz a ligação entre o tabuleiro superior da Ponte de D. Luís (Porto) e o Cais de Gaia. Percorre a distância de 562 metros em 5 minutos e proporciona uma belíssima panorâmica das zonas ribeirinhas do Porto e de Vila Nova de Gaia.

## No Brasil

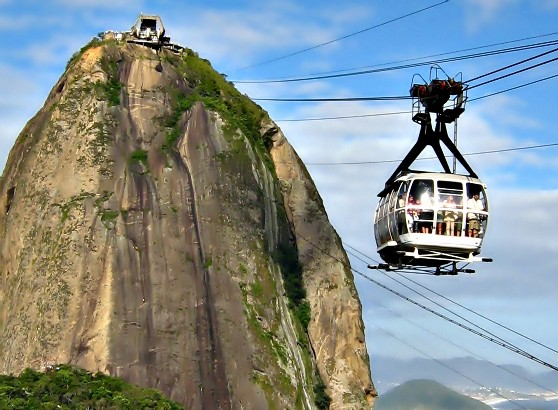
Teleférico do Pão de Açúcar, Rio de Janeiro, Brasil

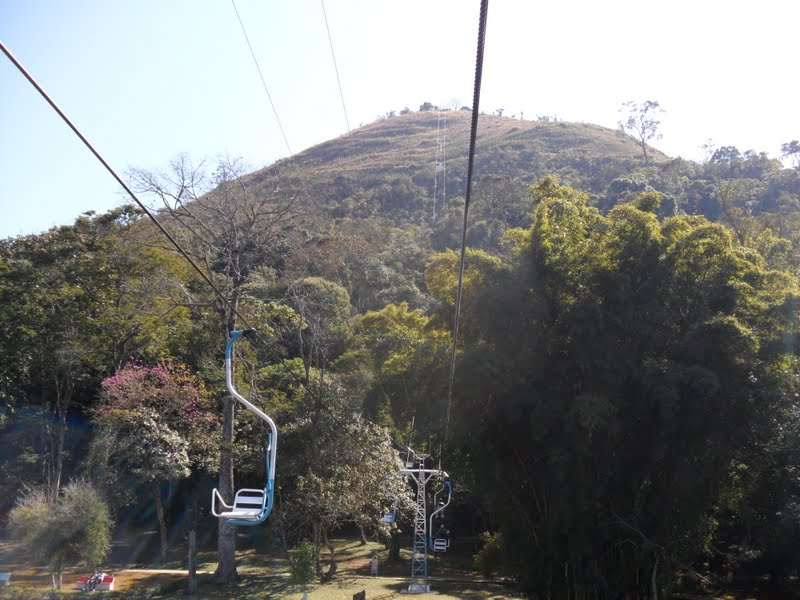
Teleférico de Caxambu, Minas Gerais

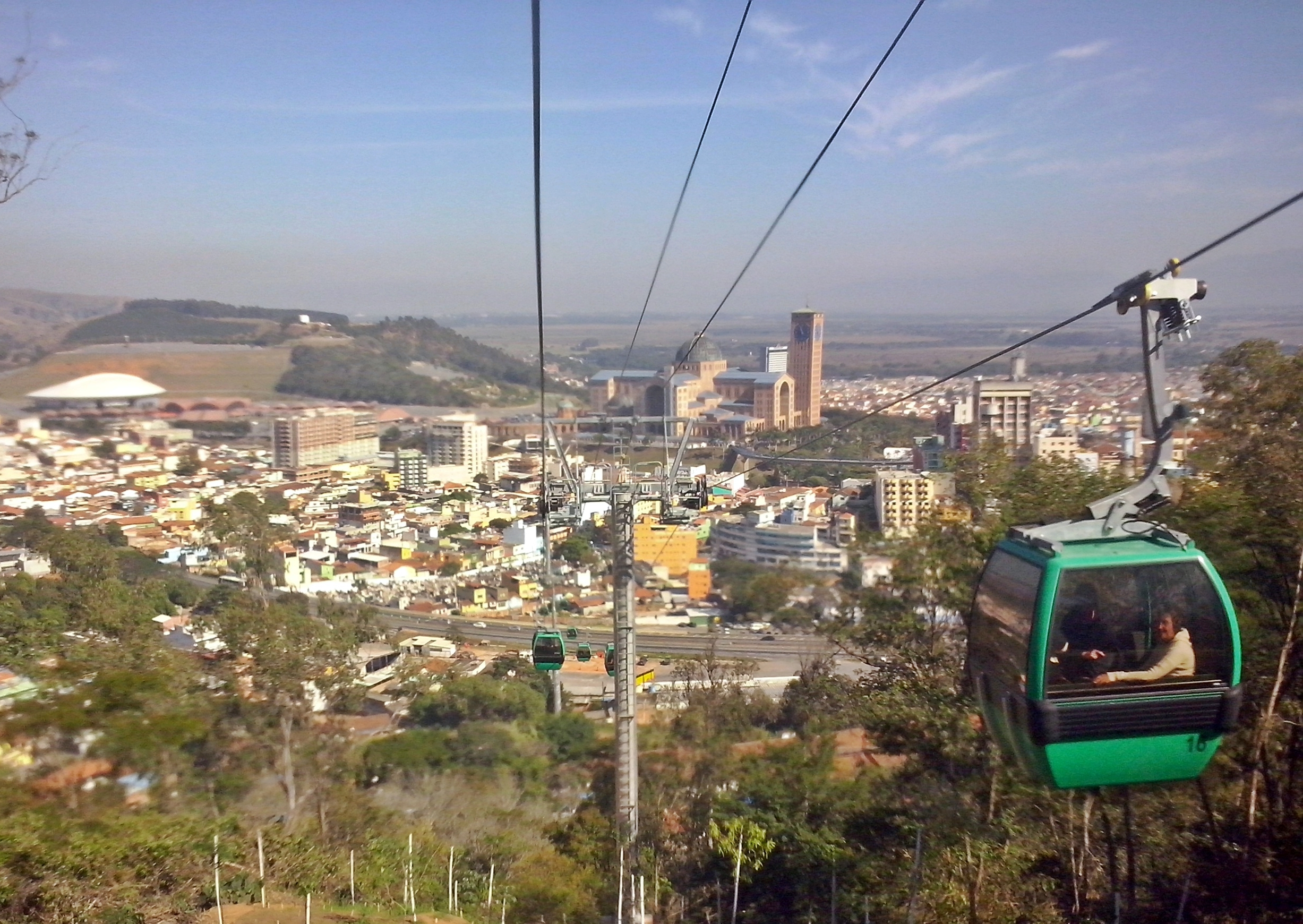
Teleférico de Aparecida

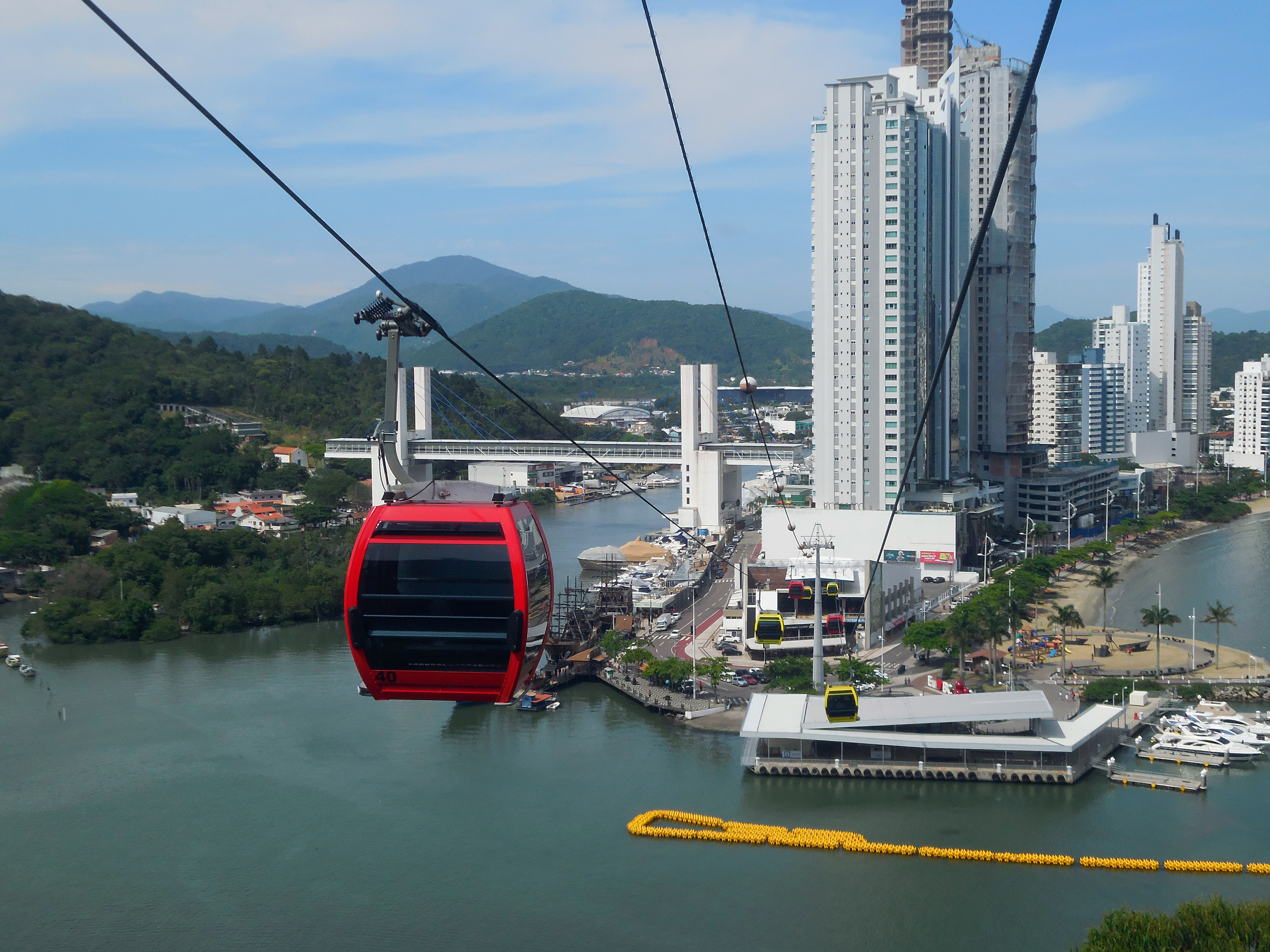
Teleférico Laranjeiras, em Balneário Camboriú, SC

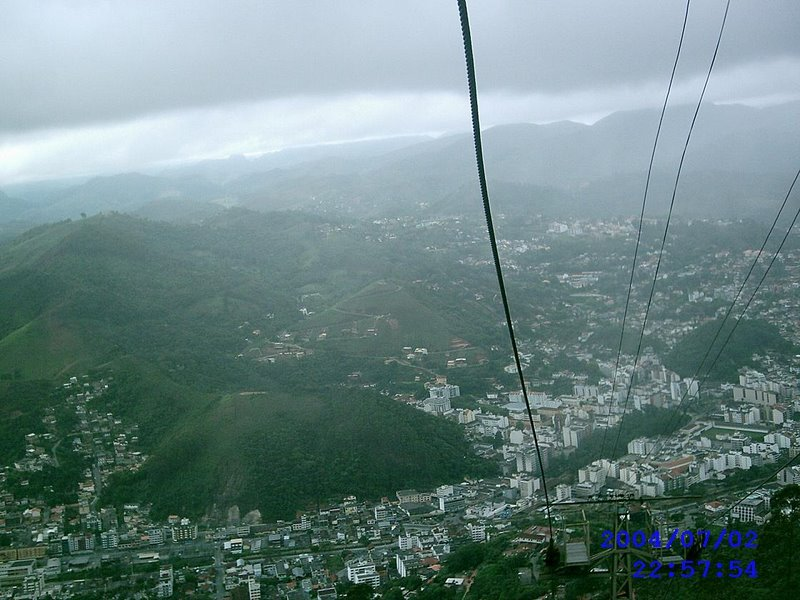
Teleférico do Suspiro, Nova Friburgo

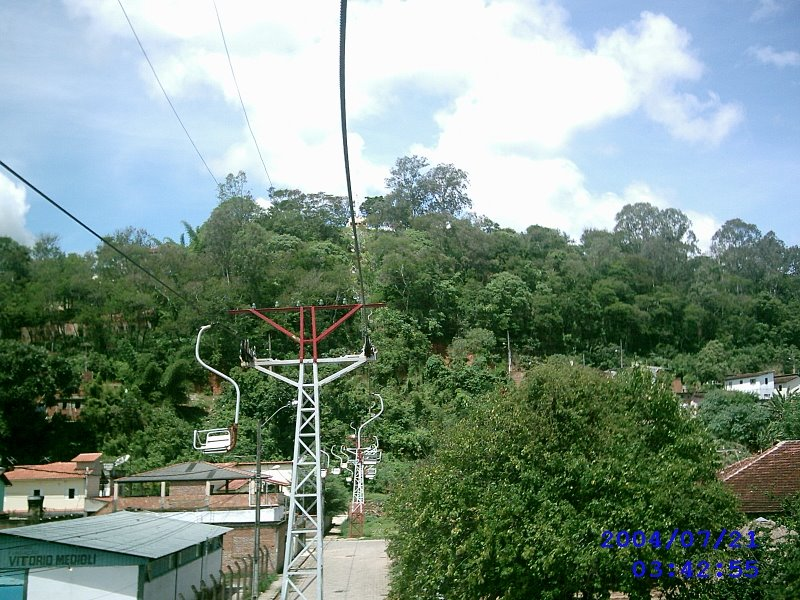
Teleférico de São Lourenço

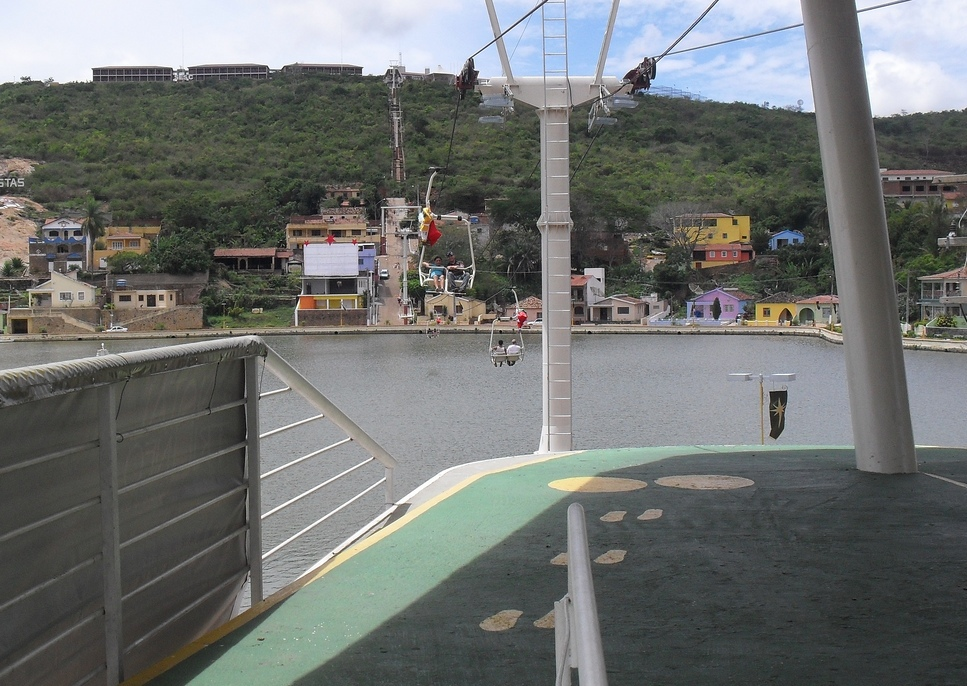
Teleférico de Triunfo, Pernambuco

No Brasil há vários teleféricos em actividade, de entre os quais pode-se citar:
- O teleférico do Pão de Açúcar (Figura 28), localizado na cidade do Rio Janeiro, é o mais notório desses transportes, sendo um dos pontos turísticos principais daquela cidade.
- O Teleférico Laranjeiras, localizado em Balneário Camboriú, Santa Catarina, é o único no mundo a ligar duas praias, indo da praia Central até a praia de Laranjeiras. Possui 47 bondinhos aéreos, com capacidade para seis pessoas, que percorrem 3.250 metros. É considerado pela empresa italiana que o construiu o mais moderno já instalado da América .
- O Teleférico de Poços de Caldas, no estado de Minas Gerais, possui 26 cabines e leva ao topo da serra de São Domingos, onde se localiza uma estátua de Cristo, semelhante à do Rio de Janeiro mas em menor proporção. No dia 20 de Fevereiro de 2007 o teleférico de Poços de Caldas parou e assustou muitos dos turistas que faziam o circuito até o topo da serra.
- O Teleférico de Caxambu, no estado de Minas Gerais, foi inaugurado em 28 de outubro de 1988 e foi o primeiro a ser instalado no Circuito das Águas de Minas Gerais.O percurso corta o lago e a mata do Parque. Durante passeio pelo teleférico é possível avistar o Balneário de Hidroterapia além da maioria das Fontes e atrações do Parque das Águas. O teleférico tem capacidade para 80 lugares. Percorre ao todo 908 metros e vai até o ponto culminante do município de onde se avista toda a cidade e a zona rural. Sua subida, após passar sobre o lago do parque é uma das com maior inclinação do Brasil.
- O Teleférico de São Lourenço, no estado de Minas Gerais, possui 1300 metros de extensão e leva ao mirante do bairro Estação, bairro onde se encontra a estação de trem onde uma Maria Fumaça do século 18 faz passeios até à cidade de Soledade de Minas. No topo desse morro o visitante tem uma vista panorâmica de toda a cidade.

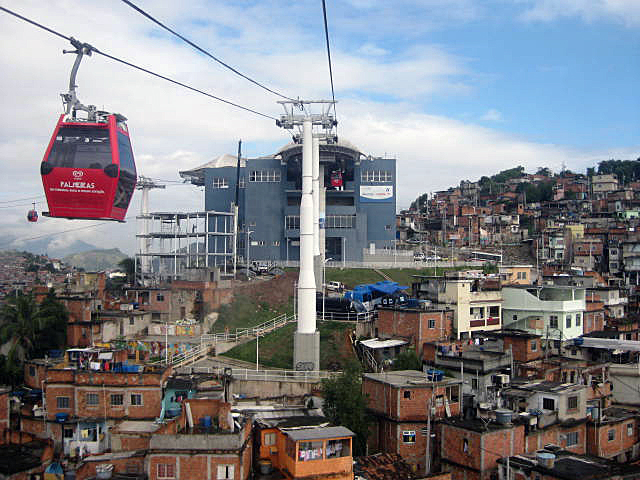
O Teleférico A (Complexo do Alemão) foi inaugurado em 2011.

- O Teleférico de Campos do Jordão é constituído por cadeiras individuais e tem capacidade aguentar até de 300 kg por cadeira, seu percurso é de 560 metros até o cume (Morro do Elefante). Ao todo ida e volta são 1,120 metros e é utilizado no ramo turístico sendo o primeiro mono cabo do Brasil e mais visitado entre outros de mesma configuração. O Teleférico Campos do Jordão faz parte do Complexo Parque Capivari administrado pela Estrada de Ferro Campos do Jordão orgão do Governo do Estado de São Paulo, foi inaugurado em 11 de junho de 1970 e tem aproximadamente 44 anos de funcionamento. Em seu topo no Morro do Elefante, o Teleférico chega a 1.800 metros de altitude onde o turista tem visão de boa parte da cidade de Campos do Jordão. Em altitude é o mais alto do Brasil.
- O Teleférico de Nova Friburgo - um dos maiores do país, com quase 1.500 metros de extensão - leva ao alto do Morro da Cruz, descortinando vista panorâmica da cidade.
- O Teleférico de Telêmaco Borba - Desde 1959 faz o acesso entre a cidade de Telêmaco Borba e o bairro Harmonia, no Paraná. O teleférico tem capacidade para 32 passageiros e o percurso de 1318 metros em vão livre pode ser feita em apenas 4 minutos. O objetivo de sua construção era o translado de funcionários, moradores desta cidade, para uma fábrica de papel existente, porém, tornou-se também importante atração turística, que proporciona uma deslumbrante vista da cidade, do Rio Tibagi e das Indústrias Klabin.[1]
- O Teleférico A (Complexo do Alemão) - Inaugurado em 2011, possui 6 estações e 3,5 km, sendo o primeiro transporte de massa por cabos do Brasil. Liga Bonsucesso à Palmeiras. Todo o percurso tem duração de 16 minutos e é integrado ao sistema metroviário.
- Teleférico de Triunfo, Pernambuco, com 600 m de extensão Conectando a Rodoviária ao Centro de Turismo e Lazer do SESC, o Teleférico de Triunfo foi projetado para atender a, inicialmente, 200 usuários/hora, num percurso de cerca de 625 m, com um desnível entre estações de 95 m. É um equipamento que utiliza tecnologia de última geração, contando com controles computadorizados, velocidade multi-speed e sistema hidráulico de tensionamento do cabo rotativo, sistema único no Brasil nesse tipo de equipamento. O passeio dura 20 minutos (ida e volta).

## Acidentes
- 29 de Agosto de 1961: França. Um jacto da força aérea francesa embate num cabo do teleférico Aiguille du Midi cortando-o; seis pessoas perderam a vida na queda de uma cabina (Blaire, 1961).
- 19 de Fevereiro de 1973: Estados Unidos. Um homem morre e dois ficam feridos depois da queda de uma telecadeira em Mt. Peter Skiing Center (The, 1973).
- 9 de Março de 1976: Itália. Devido a um problema mecânico, uma cabina cai morrendo 42 pessoas (Tagliabue, 1998).
- 15 de Abril de 1978: Estados Unidos. Quatro pessoas morrem e outras tantas ficam gravemente feridas depois da queda de uma cabina de um teleférico na Califórnia (The, 1978).
- 29 de Janeiro de 1983: Singapura. Sete pessoas perderam a vida quando a torre de uma plataforma de petróleo ficou presa num cabo do teleférico projectando duas cabinas para o mar (Lim, 1999).
- 2 de Fevereiro de 1987: Estados Unidos. Onze pessoas ficam feridas depois da queda de duas cabinas (The, 1987).
- 9 de janeiro de 1995: Brasil. Duas pessoas morreram e quatro ficaram feridas na queda de um teleférico em Matinhos, no litoral do Paraná.[2]
- 3 de Fevereiro de 1998: Itália. Um avião militar Americano voando com altitude inferior à permitida embate nos cabos de um teleférico provocando a morte a 20 pessoas que caíram de uma altura de 80m (Tagliabue, 1998).
- 1 de Julho de 1999: França. Uma cabina com 20 pessoas dentro solta-se do cabo e cai de 80m de altura não deixando qualquer sobrevivente (Henley, 1999).
- 19 de Outubro de 2003: Índia. Quatro pessoas perderam a vida e outras onze ficaram feridas quando duas cabinas descarrilaram e caíram no chão no teleférico de Darjeeling (Chhetri, 2003).
- 5 de Setembro de 2005: Áustria. Nove pessoas perdem a vida quando um helicóptero deixa cair acidentalmente um bloco de 750 kg sobre uma das cabinas (Figura 29) (Reuters, 2005).
- 13 de Julho de 2006: Escócia. Cinco pessoas ficaram feridas depois da colisão entre duas cabinas que resultou no descarrilamento de uma delas e consequente embate no chão (BBC, 2006).
- 11 de Junho de 2007: Japão. Uma cabina vazia soltou-se do cabo, caindo de uma altura de 50m do chão durante um teste depois de horas em serviço (Lau, 2007).
- 2 de Março de 2008: França. Um homem perde a vida depois de uma janela do teleférico se ter partido quando ele e um dos seus amigos se debruçavam sobre a mesma (SKI, 2008).
- 18 de Abril de 2008: Estados Unidos. Devido a uma avaria mecânica 68 pessoas ficam presas durante 11 horas no famoso teleférico de Nova Iorque Roosevelt Island tramway (Hu, 2006).
- 16 de Dezembro de 2008: Canadá. Dez pessoas ficaram feridas depois de duas cabinas terem caído no chão após a ocorrência de uma ruptura em uma das torres do teleférico; outras 50 pessoas necessitaram de ser resgatadas das cabinas que após a ruptura ficaram imobilizadas (Culbert, 2008).
- 2 de Março de 2009: Espanha. Pelo menos 17 pessoas ficaram feridas na queda de um teleférico na Serra Nevada depois de se partir um dos braços que o seguravam (Correio, 2009).